# Адміністративний устрій Новоукраїнського району
Адміністративний устрій Новоукраїнського району — адміністративно-територіальний поділ Новоукраїнського району Кіровоградської області на 1 міську раду та 21 сільську раду, які об'єднують 74 населені пункти та підпорядковані Новоукраїнській районній раді. Адміністративний центр — місто Новоукраїнка.

## Список радНовоукраїнського району
| №  | Назва                              | Центр              | Населені пункти                                                                           | Площа км² | Місце за площею | Населення (2001), чол. | Місце за населенням |
| -- | ---------------------------------- | ------------------ | ----------------------------------------------------------------------------------------- | --------- | --------------- | ---------------------- | ------------------- |
| 1  | Новоукраїнська міська рада         | м. Новоукраїнка    | м. Новоукраїнка с. Звірівка с. Новоолександрівка с. Яблунівка                             | 250       | 1               | 18 500                 | 1                   |
| 2  | Ганнівська сільська рада           | с. Ганнівка        | с. Ганнівка с. Громуха с. Шутеньке с. Юр'ївка                                             | 63,17     | 10              | 648                    | 19                  |
| 3  | Глодоська сільська рада            | с. Глодоси         | с. Глодоси с. Вербівка с. Мар'янівка                                                      | 160,86    | 3               | 3366                   | 3                   |
| 4  | Григорівська сільська рада         | с. Григорівка      | с. Григорівка с. Караказелівка                                                            | 34,9      | 20              | 636                    | 20                  |
| 5  | Диминська сільська рада            | с. Димине          | с. Димине                                                                                 | 42,09     | 15              | 736                    | 16                  |
| 6  | Захарівська сільська рада          | с. Захарівка       | с. Захарівка с. Далеке                                                                    | 66,37     | 9               | 964                    | 12                  |
| 7  | Іванівська сільська рада           | с. Іванівка        | с. Іванівка с. Квітка с-ще Костянтинівка с. Вишневе с. Піщанське с. Солдатське с. Степове | 104,32    | 4               | 1839                   | 4                   |
| 8  | Комишуватська сільська рада        | с. Комишувате      | с. Комишувате с. Водяне с. Софіївка                                                       | 55,53     | 13              | 1472                   | 5                   |
| 9  | Кропивницька сільська рада         | с. Кропивницьке    | с. Кропивницьке с. Вільні Луки с. Трудолюбівка                                            | 91,57     | 5               | 1271                   | 8                   |
| 10 | Лісківська сільська рада           | с. Ліски           | с. Ліски с. Козакова Балка                                                                | 28,14     | 22              | 494                    | 22                  |
| 11 | Малопомічнянська сільська рада     | с. Мала Помічна    | с. Мала Помічна с. Висоцьке с. Ковалівка с. Піддубне                                      | 34,06     | 21              | 816                    | 13                  |
| 12 | Малотимошівська сільська рада      | с. Мала Тимошівка  | с. Мала Тимошівка с. Варварівка с-ще Новоселівка                                          | 41,74     | 16              | 1011                   | 11                  |
| 13 | Мар'янопільська сільська рада      | с. Мар'янопіль     | с. Мар'янопіль с. Кам'яний Міст                                                           | 38,53     | 17              | 654                    | 18                  |
| 14 | Новоєгорівська сільська рада       | с. Новоєгорівка    | с. Новоєгорівка с. Веселий Кут с. Леонтовичеве с. Нововодяне                              | 71,01     | 6               | 1195                   | 9                   |
| 15 | Новомиколаївська сільська рада     | с. Новомиколаївка  | с. Новомиколаївка с. Войнівка с. Михайлівка с. Новоподимка с. Петрівка с. Подимка         | 55,64     | 12              | 1440                   | 7                   |
| 16 | Помічнянська сільська рада         | с. Помічна         | с. Помічна с. Новопавлівка с. Червоний Розділ                                             | 69,21     | 7               | 1463                   | 6                   |
| 17 | Приютівська сільська рада          | с. Приют           | с. Приют с. В'юнки с. Куликова Балка                                                      | 69,11     | 8               | 1146                   | 10                  |
| 18 | Рівнянська сільська рада           | с. Рівне           | с. Рівне с. Вільне с. Іванівці с. Лозуватка с. Радісне с. Червоний Ташлик                 | 215       | 2               | 5428                   | 2                   |
| 19 | Семенастівська сільська рада       | с. Семенасте       | с. Семенасте с. Нерубаївка                                                                | 46,60     | 14              | 700                    | 17                  |
| 20 | Сотницько-Балківська сільська рада | с. Сотницька Балка | с. Сотницька Балка с. Арепівка с. Воронівка с. Єгорівка с. Схід с. Улянівка               | 58,39     | 11              | 788                    | 15                  |
| 21 | Фурманівська сільська рада         | с. Фурманівка      | с. Фурманівка с. Щасливка                                                                 | 35,39     | 19              | 626                    | 21                  |
| 22 | Шишкинська сільська рада           | с. Шишкине         | с. Шишкине с. Острівка                                                                    | 37,17     | 18              | 790                    | 14                  |